# NGC 5405
NGC 5405 (другие обозначения — UGC 8928, MCG 1-36-14, ZWG 46.36, IRAS13586+0756, PGC 49906) — спиральная галактика (Sc) в созвездии Волопас.
Этот объект входит в число перечисленных в оригинальной редакции «Нового общего каталога».